# Habib Ellouze
Habib Ellouze (arabe : الحبيب اللوز), né en 1953 à Sfax, est un homme politique tunisien, membre de l'assemblée constituante en tant que représentant du mouvement Ennahdha.

## Biographie
Il poursuit ses études primaires et secondaires à Sfax, puis entre à la faculté des sciences économiques et de gestion de Sfax. Il obtient son diplôme en 1973 et travaille comme entrepreneur au début des années 1970, avant de se consacrer à la prédication et à l'enseignement en se déplaçant dans les mosquées de Sfax.
Condamné par contumace à dix ans de prison à la suite de la crise de 1981, il part vivre en Algérie avec sa famille, avant de revenir en Tunisie en 1984 à la suite du décès de sa mère.
Il est un membre fondateur du Mouvement de la tendance islamique, devenu Ennahdha, dont il préside l'organe de décision, le Conseil de la Choura, entre 1988 et 1991, puis le mouvement lui-même de juin à septembre 1991, date de son arrestation.
Il devient constituant au sein de l'assemblée élue le 23 octobre 2011, en tant que représentant de la deuxième circonscription de Sfax. Il déclare le 10 mars 2013 que l'excision des filles est une affaire esthétique.